# Notarium

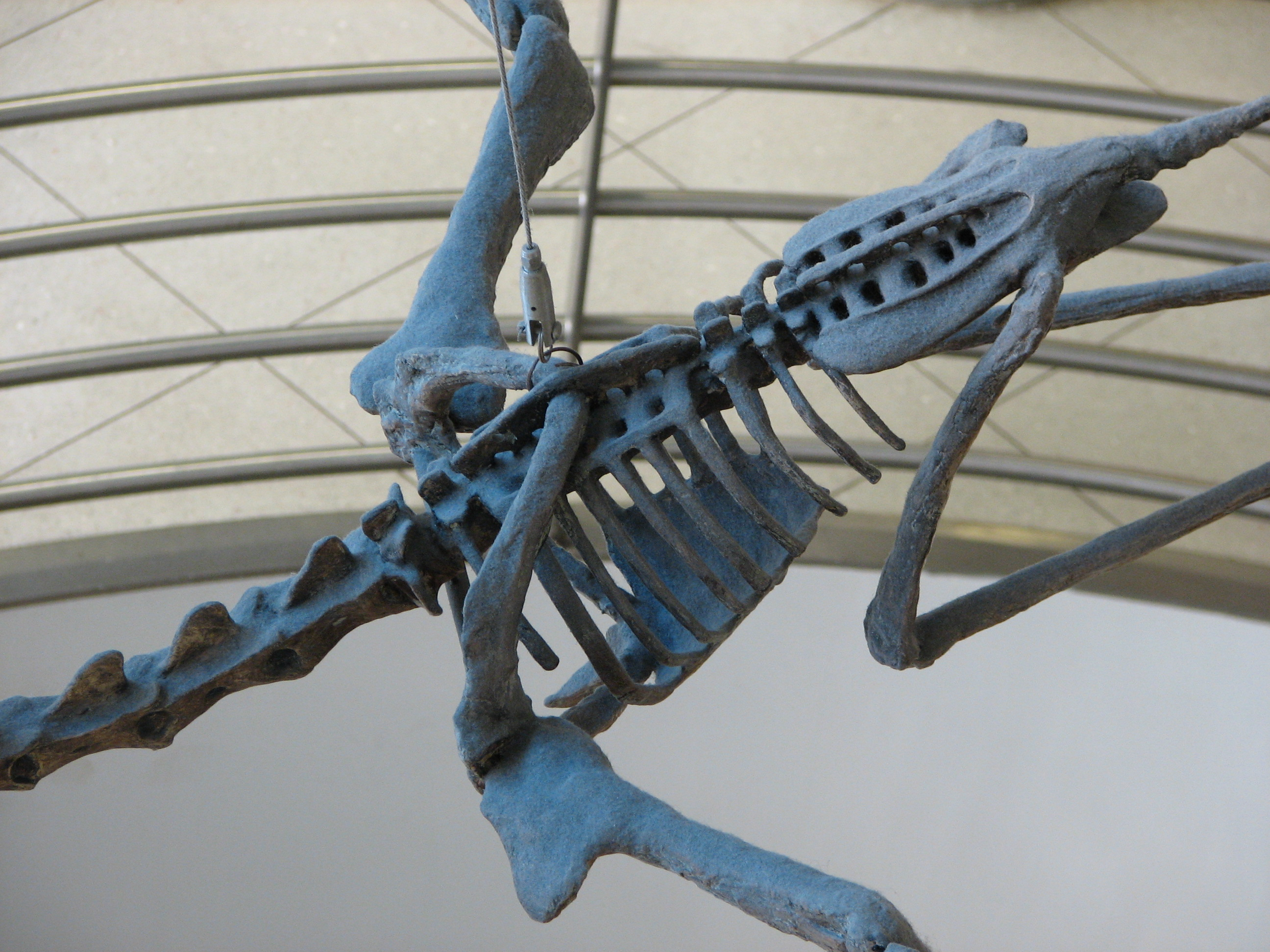
Axialskelett des Flugsauriers Pteranodon mit in der Bildmitte erkennbarem Notarium oberhalb des Rippenkorbes (teilweise vom linken Schulterknochen verdeckt)

Das Notarium ist ein Knochenstab, der aus einer Gruppe miteinander verschmolzener Brustwirbel besteht. Diese Struktur ist für verschiedene Gruppen der Vögel und für einige Flugsaurier (Pterosauria) charakteristisch. Der Fachausdruck besteht aus dem griechischen not- bzw. noto- (Rücken, Oberfläche) und dem lateinisch arium (Aufbewahrungsort oder -behälter und sein Inhalt).
Das Notarium dient der Stabilisierung der Rumpfwirbelsäule, um den beim Flügelschlag auftretenden Kräften einen möglichst rigiden Rumpf entgegenzusetzen. Bei Vögeln besteht das Notarium aus 2 bis 6 Brustwirbeln und ist meist durch bis zu vier freie, nichtverschmolzene Brustwirbel vom Kreuzbein (Sacrum) getrennt. Bei manchen Gattungen, so bei einigen Tauben und Steißhühnern, artikuliert es jedoch direkt mit dem Kreuzbein, wobei freie Brustwirbel gänzlich fehlen. Sehr stark ausgeprägt ist das Notarium bei dem Flugsaurier Pteranodon, bei dem die ersten 8 Rückenwirbel miteinander verschmolzen sind.
Das Notarium tritt bei verschiedenen Gruppen der Vögel auf, so bei den Steißhühnern (Tinamidae), den Lappentauchern (Podicipedidae), den Kormoranen (Phalacrocoracidae), den Ibissen und Löfflern (Threskiornithidae), den Flamingos (Phoenicopteridae), den Falkenartigen (Falconidae), den Hühnervögeln (Galliformes), den Kranichen (Gruidae), dem Rallenkranichen (Aramidae), den Trompetervögeln (Psophiidae), den Kagus (Rhynochetidae), den Sonnenrallen (Eurypygidae), den Stelzenrallen (Mesitornithidae), den Flughühnern (Pteroclididae), den Tauben (Columbidae), dem Hoatzin (Opisthocomus) sowie dem Fettschwalm (Steatornis).
Ein Notarium findet sich außerdem bei abgeleiteten Vertretern der Kurzschwanzflugsaurier (Pterodactyloidea), fehlt aber bei basalen (ursprünglichen) Vertretern dieser Gruppe sowie bei allen basalen, langschwänzigen Flugsauriern.